# Liricas Analas
Liricas Analas es un grupo de rap del cantón de los Grisones, en Suiza. Su primer álbum, Analogia, es el primer álbum de rap en romanche. El autor y antropólogo Pascal Hofmeier indica que al elegir rapear en romanche, una lengua hablada por unos cuantos miles de personas, rápidamente identificable como suizo, Liricas Analas lleva el concepto de Lokalpatriotismus (orgullo local), muy prevaleciente en la escena del hip hop suizo, a un nivel extremo. Su disco de 2006, AnalFaBad, contiene la canción primera de listas Siemis.

## Publicaciones

### Álbumes
- 2004: Analogia
- 2006: AnalFaBad
- 2008: Tuns e Margaritas (album solo da Flepp)
- 2009: Analectrica

### Singles
- 2009: Back cun Slang
- 2009: Hop la Hop